# Il Sole 24 ORE Radiocor
Il Sole 24 ORE Radiocor (o semplicemente Radiocor) è l'agenzia di stampa del Gruppo 24 ORE.

## Storia
Nel 1921 Peter Cobor (Budapest, 1889 - Miazzina, 1954) fondò a Milano l’agenzia di stampa «Radio-Cobor» (poi accorciato in «Radiocor»), la prima agenzia di stampa economica italiana. Le informazioni venivano ricevute e trasmesse via radio-telegrafo, altra novità assoluta per l’Italia. L’agenzia serviva le borse e le banche italiane. Alla fine degli anni 1930 Cobor si trasferì a Parigi con la famiglia. 

Dopo la Seconda guerra mondiale tornò in Italia e rifondò l'Agenzia Radiocor assieme al figlio Gianfranco (1923-2006).
Nel 1958 la concorrente ANSA rilevò le quote di maggioranza.

Nel 1972 il 60% della proprietà fu acquistato dall'editore Giuliano Salvadori del Prato.

Nel 1986 diventò proprietà dell'Olivetti.

Dal 1994 l'agenzia fa parte del Gruppo 24 Ore.

## Profilo
L'agenzia ha due redazioni in Italia (Milano, Roma) e due all'estero (Bruxelles, New York).

Il prodotto principale dell'Agenzia Radiocor è il Notiziario Economico Finanziario RCO.
Il direttore responsabile è, dal settembre 2018, Fabio Tamburini, che è subentrato a Guido Gentili.

## Direttori responsabili
- Giancarlo Cobor (1954 - settembre 1969)
- Sergio Lepri, ad interim (settembre 1969 – 1972)
- Claudio Sonzogno (1972- 1988)
- Dario Sereni (1988 – ottobre 1997)[5]
- Massimo Baravelli (ottobre 1997-2000)[6]
- Luigi Vianello (2000 – maggio 2003)
- Gian Carlo Marroni (maggio 2003 – 2005)[7][8]
- Fabio Tamburini (2005 – 18 giugno 2013)[9]
- Roberto Napoletano (19 giugno 2013 – 13 marzo 2017)
- Guido Gentili (14 marzo 2017 – 11 settembre 2018)[10]
- Fabio Tamburini, 2ª volta (12 settembre 2018 - oggi)